# Différence
Pour l’article ayant un titre homophone, voir Différance.
Différence désigne ce qui distingue deux choses, et de façon extensive ce qui distingue plusieurs choses, éventuellement prises deux à deux.

## Mathématiques
En arithmétique, la différence est le résultat de la soustraction entre deux nombres. Elle est nulle lorsque les nombres sont égaux. Elle permet de distinguer deux valeurs de calcul.
Dans la théorie des ensembles, la différence entre deux ensembles est l'ensemble des éléments qui font partie de l'un des ensembles sans faire partie de l'autre. Voir Différence ensembliste.

## Statistiques
Dans les analyses statistiques concernant les différences (la taille des individus de deux échantillons par exemple), l'hypothèse de départ avant analyse est l‘hypothèse nulle, c’est-à-dire l'hypothèse qu'il n'existe pas de différence. L'analyse proprement dite consiste alors à voir si la différence que l'on constate à première vue (il y a toujours des différences entre les moyennes de taille des individus de divers échantillons), signifie qu'il existe une réelle différence des populations dont sont extraits ces échantillons, que l'on appelle significative. Si c'est le cas, on dit alors que l'on rejette l'hypothèse nulle et que les deux populations ne sont pas identiques, du point de vue de la taille, et l'on peut alors en quantifier la différence sur le critère mesuré. Une des méthodes les plus utilisées est l'analyse de la variance.
Dans la conception de ce type d'étude, les outils statistiques peuvent permettre d'affirmer une différence, mais ne peuvent pas montrer la similitude. Tout au plus peuvent-ils montrer qu'aucune différence n'a pu être mise en évidence.
Les outils statistiques permettent de donner une légitimité à une différence constatée sur des échantillons. Un discours sérieux concernant telle ou telle différence entre deux populations à partir d'échantillons donnés ne peut pas s'abstenir de faire appel à un examen statistique, car sinon les différences constatées entre les échantillons ne peuvent en aucun cas être transposées aux populations comparées. Il existe en effet toujours des différences minimes entre des échantillons représentant chacun un groupe d'individus (population, sujets à tel ou tel traitement, disposant de tel ou tel revenu, etc.), mais dire que cette différence est significative d'une réelle différence des groupes sur le critère mesuré nécessite une approche statistique.

## Sens courant
- Si vous ne connaissez pas le sujet, laissez ce bandeau (vous pouvez alors contacter les auteurs).
- Si vous supprimez le contenu mis en cause (vous pouvez préalablement contacter les auteurs),

argumentez précisément cette suppression dans la page de discussion
(un manque de référence n'est pas un argument ; une recherche réelle de référence doit avoir été effectuée, être formellement documentée).
Dans la vie courante, la différence désigne en principe tout caractère permettant de distinguer une chose d'une autre. Il s'agit souvent de critères  de l'ordre de la quantité, dont la propriété est d'être mesurable, utilisant une échelle d'unités (dimension, valeur  relatif aux monnaies, poids, etc.). Mais la différence concerne aussi toutes les différences qualitatives: couleur, odeur, fonction, etc., sans qu'il soit forcément rattaché un quelconque jugement de valeur au contenu de cette différence. Néanmoins, on remarque que le constat d'une différence dérive souvent vers un jugement de valeur. Comme le signale Albert Jacquard, ce débat est typique d'une interprétation erronée de mots et de symboles forgés par les mathématiciens.
En effet, en calquant le sens arithmétique au sens courant, une différence signifierait une possibilité de classification sur une échelle de valeur. Dans la théorie de ensembles, cela serait aussi le cas si les relations entre les ensembles ne relevaient que de l'inclusion: différence signifierait : ensemble des éléments qui appartiennent à l'ensemble le plus grand sans appartenir au plus petit.
Cette dérive de sens entraîne de nombreuses incompréhensions dans les débats actuels, concernant les sujets tels que le féminisme, le racisme ou le handicap, où il devient quasiment impossible de parler de différence sans que des interprétations y raccrochent un jugement de valeur, un ostracisme par rapport à la norme établie par le plus grand nombre, des discriminations qui remettraient alors en cause l'égalité sociale, et de manière plus générale les principes fondamentaux des droits de l'homme et du citoyen.
Cette dérive de sens se constate aussi dans le jugement des produits de consommation courante, où la demande du consommateur est avant tout dirigée vers une demande de classification sur une échelle de valeur (les tests des magazines comme Que choisir? ou 60 millions de consommateurs en sont la meilleure illustration). Ce biais entraîne des difficultés de reconnaissance de la diversité comme valeur en soi dans de nombreux domaines.

## Sources
- Éloge de la différence, Albert Jacquard, 1999
- Handicap, un challenge au quotidien, Cesarina Moresi, 2007
- « La difference est une richesse et une force dans le couple », Aurélie OkC, 2019